# Begegnung (Denkmal in Vegesack)

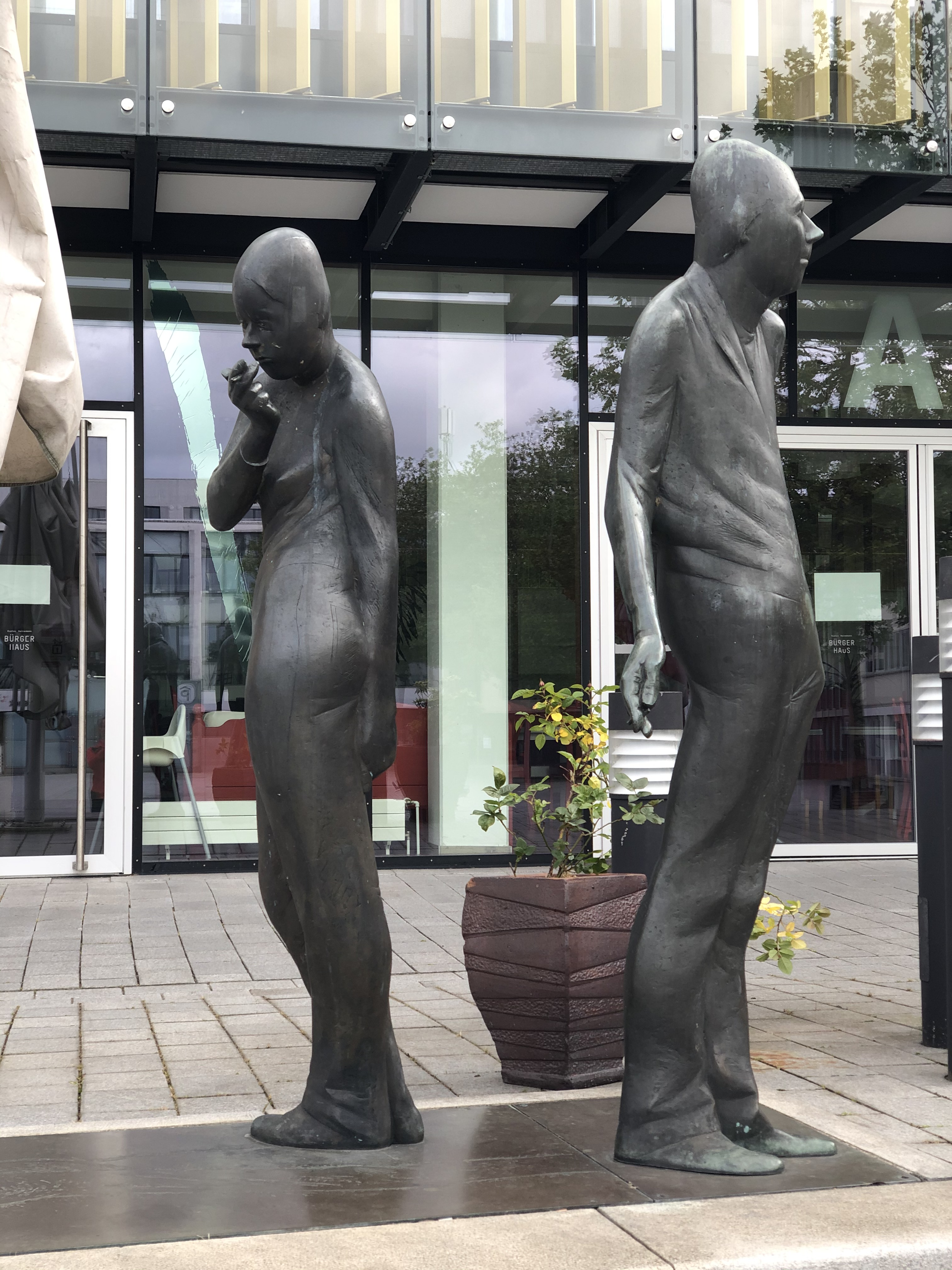
Begegnung (1976), Sedanplatz, Bremen-Vegesack

Das Skulpturenensemble Begegnung ist ein Denkmal in Bremen-Vegesack. Es wurde 1976 vor dem Gustav-Heinemann-Bürgerhaus am Sedanplatz aufgestellt und wird in der Liste der Denkmale und Standbilder der Stadt Bremen geführt.

## Denkmal
Das Denkmal aus Bronze und Messing wurde von dem Worpsweder Bildhauer Waldemar Otto 1976 entworfen und hergestellt.

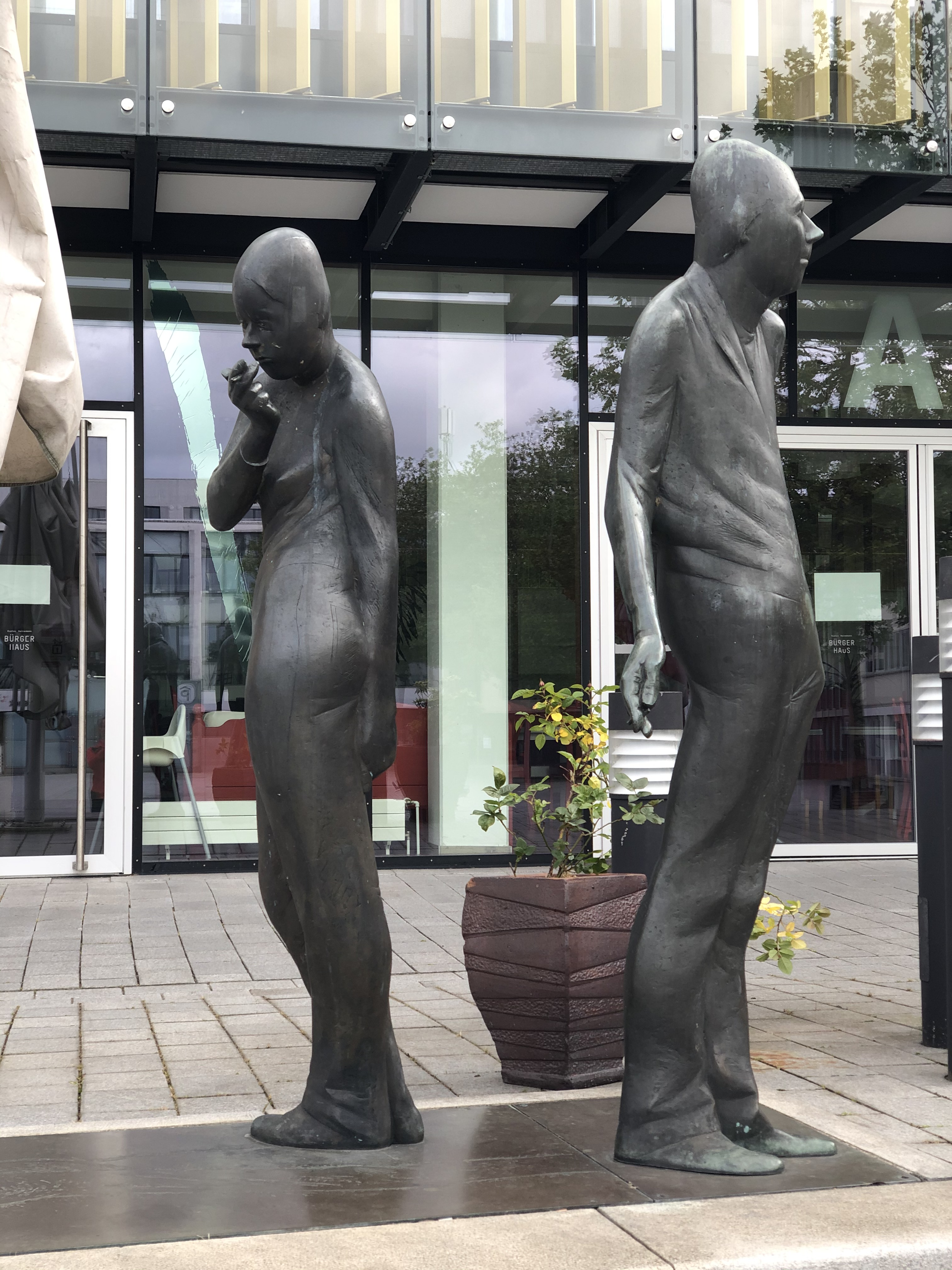
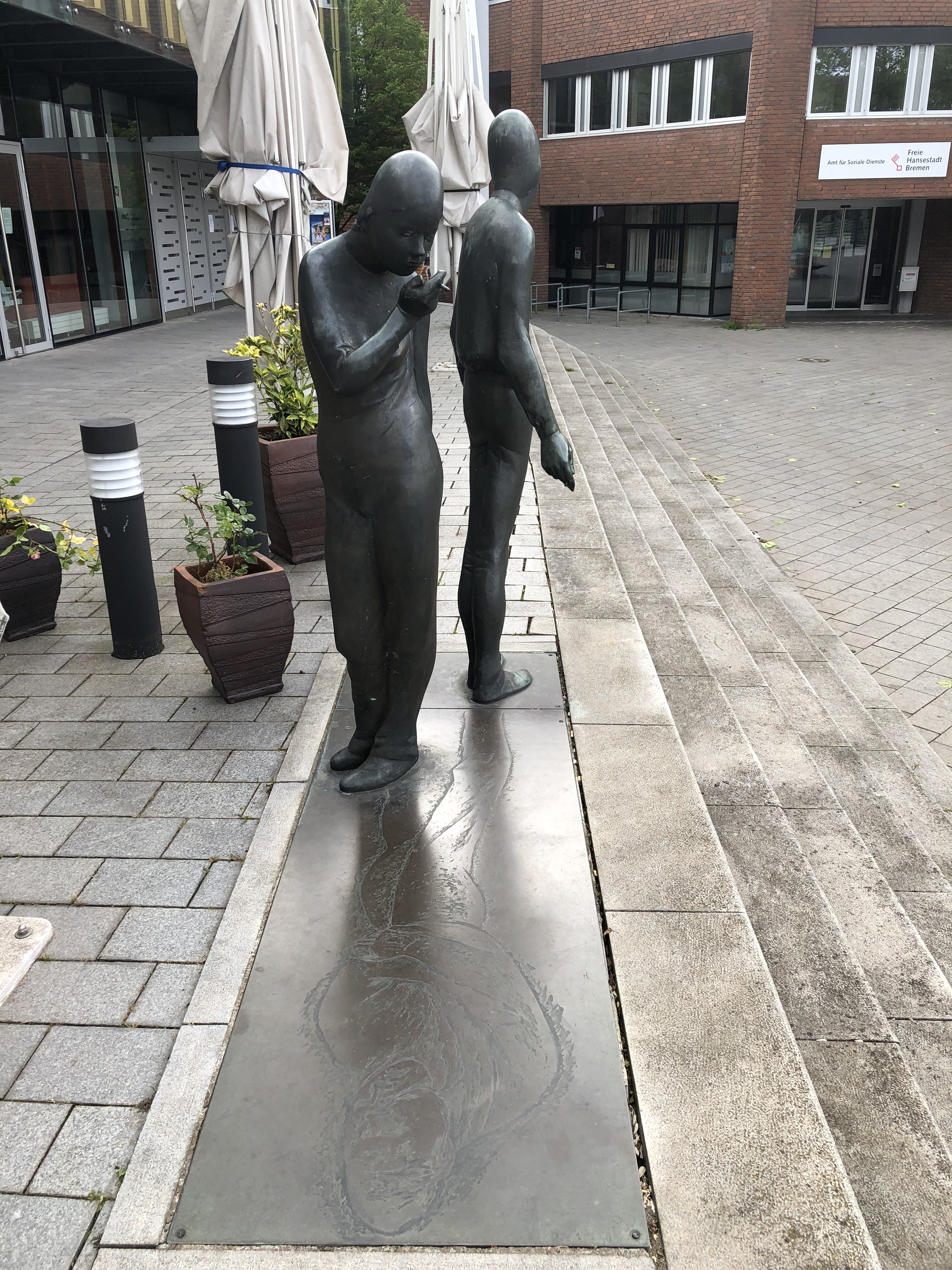
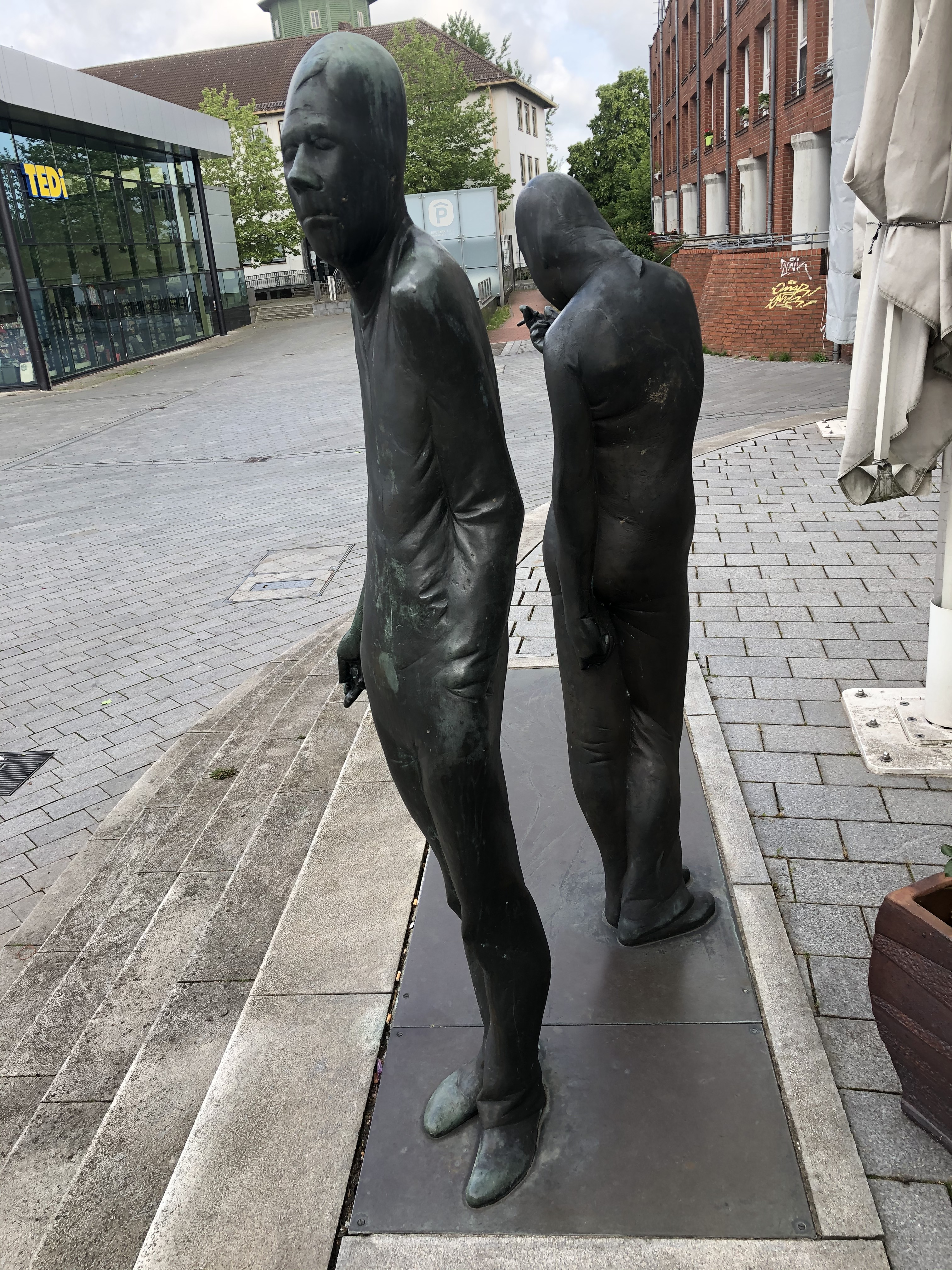
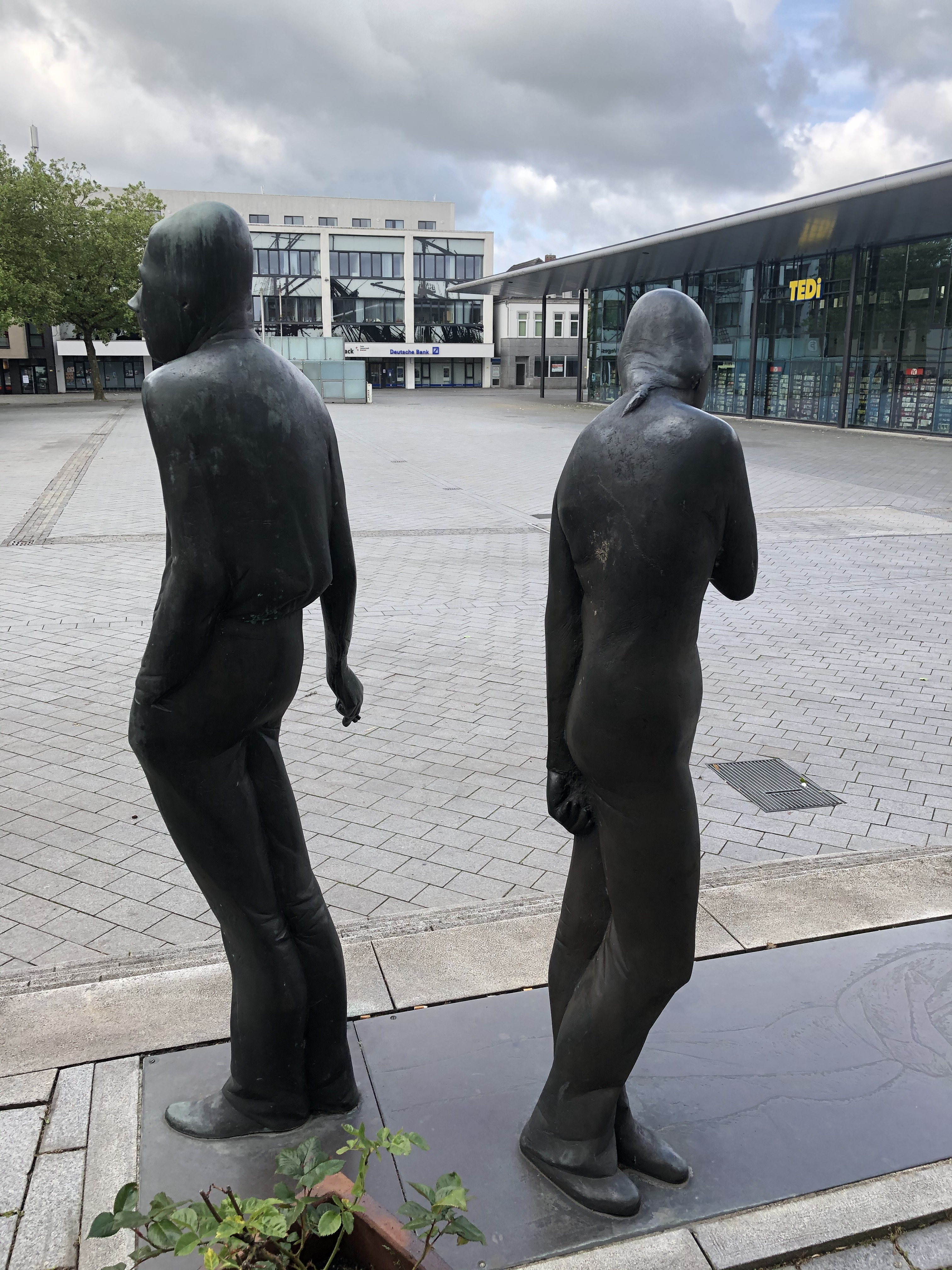

## Siehe auch

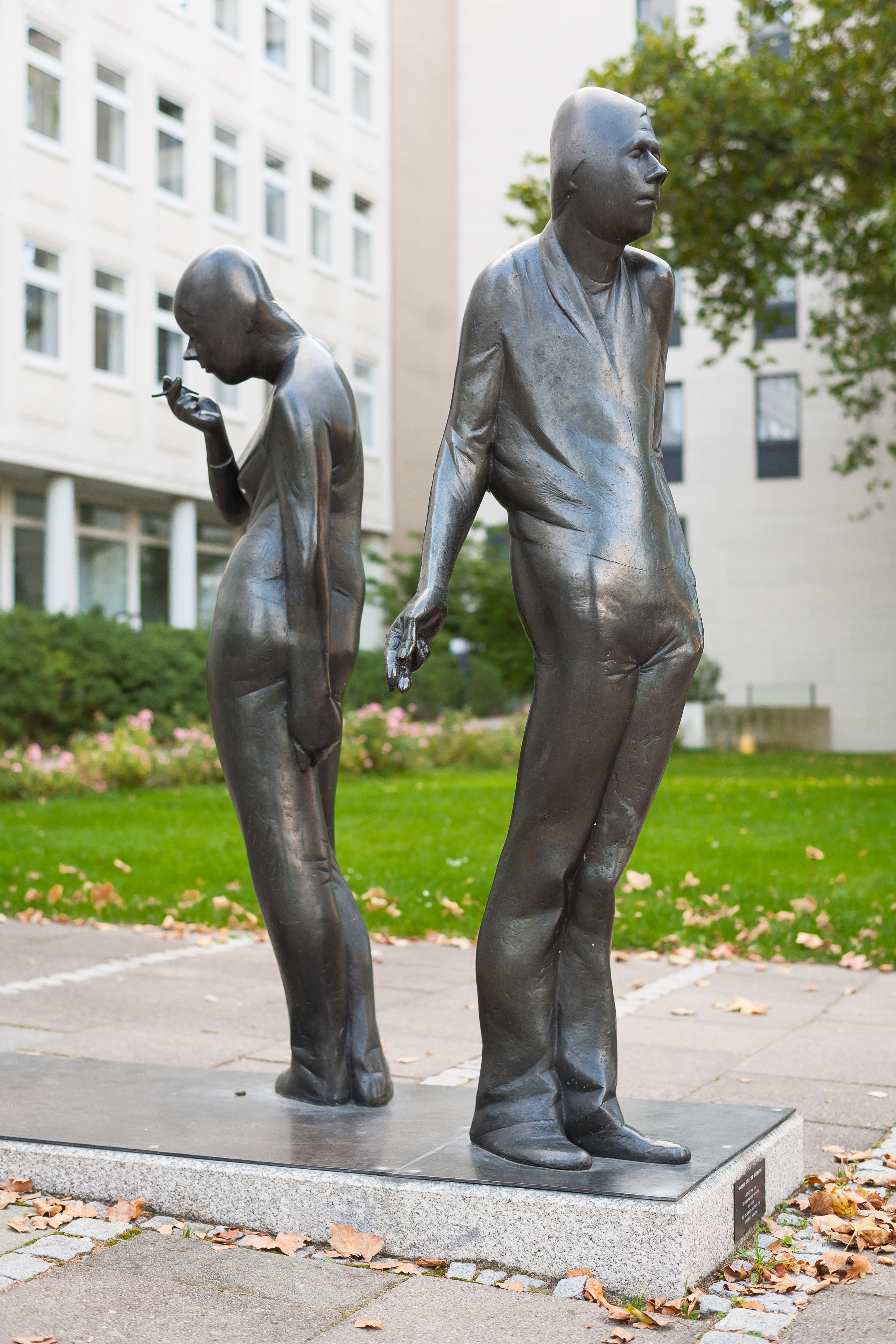
Die Begegnung (1985), Hildesheimer Straße 18
Hannover